# Andrea Heinemann Simon
Andrea Heinemann Simon (24 de marzo de 1909 – 15 de febrero de 1994) fue una activista de los derechos civiles estadounidense y la madre de la cantante Carly Simon.

## Vida y carrera
Andrea Louise Heinemann nació y creció en Filadelfia, la segunda hija de Ofelia "Elma Marie" (Oliete/Ollright), conocida como "Chibie", y Frederick Adolph "Fred" Heinemann. Su padre era de ascendencia alemana. Su madre nació en Cuba, y era de herencia parda, descendiente de esclavos libertos (el show Finding Your Roots examinó el ADN de su hija Carly y estableció que era un 10% africano y 2% indígena).
Heinemann se casó con Richard Leo Simon (6 de marzo de 1899 - 29 de julio de 1960), cofundador de la compañía editorial Simon & Schuster, el 3 de agosto de 1934. En el momento de su compromiso, Heinemann trabajaba como recepcionista en la compañía. 
Tuvieron cuatro hijos:
- Joanna Simon - cantante mezzosoprano.
- Lucy Simon - guionista de Broadway.
- Carly Simon - cantante.
- Peter Simon - fotógrafo.

La familia residió en Riverdale, una comunidad del Bronx.
Simon estuvo activamente involucrada en el movimiento por los derechos civiles y el trabajo comunitario. Esto incluyó servir en la junta de directores de la Riverdale Mental Health Association por más de 30 años y en el Capítulo de Riverdale de la United Nations Association.
En 1994, Simon murió de cáncer al pulmón en su casa de Riverdale a la edad de 84 años.